# John Norreys
Pour les articles homonymes, voir John Norris et Norris.
John Norreys ou Norris, né en 1547 au château de Yattendon (Berkshire) et mort le 3 juillet 1597 à Mallow (Irlande), est un officier anglais du règne d'Elizabeth Ire.
Il participe à toutes les guerres de cette époque : les guerres de Religion en France, la guerre de Quatre-Vingts Ans aux Pays-Bas, la guerre anglo-espagnole et la reconquête de l'Irlande, au cours de laquelle il se rend tristement célèbre pour avoir fait massacrer femmes et enfants sur l'île de Rathlin en 1575.

## Biographie

### Origines familiales et jeunesse
Il est le fils aîné d'Henry Norreys (1er baron Norreys) et de Marjorie Williams. 
Son grand-père paternel avait été exécuté pour adultère avec la reine Anne Boleyn, mère de la reine Élisabeth Ire. Son grand-père maternel était John Williams, Lord Williams de Thame.
Un grand-oncle de Norreys avait été gardien d'Élisabeth, qui a séjourné au château de Yattendon durant son emprisonnement au palais de Woodstock. La future reine était une excellente amie de la mère de Norreys, qu'elle surnommait Black Crow à cause de ses cheveux noirs. Norreys, qui a hérité de la couleur des cheveux de sa mère, était surnommé Black Jack par ses troupes.
Norreys grandit avec cinq frères, dont plusieurs devaient servir à côté de lui pendant les guerres d’Élisabeth. Il fréquente le Magdalen College à l'université d'Oxford.
En 1566, le père de Norreys est nommé ambassadeur en France. En 1567, alors qu'il a environ dix-neuf ans, Norreys et son frère aîné William sont présents à la bataille de Saint-Denis, au cours de la deuxième guerre de Religion (1567-1568). Ils dressent ensuite une carte de la bataille, jointe au rapport de leur père à la reine.

### Première carrière militaire (1571-1584)
Lorsque son père est rappelé en janvier 1571, Norreys reste en France et développe une amitié avec le nouvel ambassadeur, Francis Walsingham. 
En 1571, Norreys sert sous l'amiral de Coligny, en se battant pour la parti huguenot pendant les guerres de Religion.
Deux ans plus tard, Norreys sert comme capitaine sous la direction de Walter Devereux, récemment devenu le premier comte d'Essex, qui tentait d'établir une implantation en Ulster. Il soutient son frère aîné, William, qui commandait une troupe de cent chevaux qui avaient été recrutés par leur père, puis servait de seigneur lieutenant de Berkshire.
Lorsque Essex est entré à Antrim pour attaquer  les Scots de Sorley Boy MacDonnell, c'est dans l'île de Rathlin que Sorley Boy et les autres Écossais ont envoyé leurs femmes et leurs enfants, âgés et malades, pour assurer leur sécurité. Lord Essex, sachant que les réfugiés étaient encore sur l'île, envoie des ordres à Norreys, qui commandait Carrickfergus, à prendre une compagnie de soldats avec lui, et  à traverser à Rathlin et à tuer ce qu'il pouvait trouver. Norreys avait amené un canon avec lui, de sorte que les faibles défenses sont rapidement détruites, et après un féroce assaut, dans lequel plusieurs hommes de la garnison ont été tués, les Écossais sont obligés de se rendre et tous ont été tués, sauf le chef et sa famille, qui étaient réservés pour une rançon. Le nombre de morts était de deux cents. Puis, on a découvert que plusieurs centaines, principalement des femmes et des enfants, étaient cachés dans les grottes du rivage: ils sont aussi attaqués et tous massacrés. Un fort a été érigé sur l'île, mais a été évacué par Norreys, et il a été rappelé avec ses troupes à Dublin en 3 mois, alors qu'il était clair que la colonisation échouerait.
En 1577, Norreys dirige des volontaires anglais vers les Pays-Bas, où il a combattu pour les États généraux du royaume des Pays-Bas, puis en se révoltant contre la règle du roi Philippe II d'Espagne au début de la guerre de Quatre-Vingts Ans. À la bataille de Rijmenam (2 août 1578), son apport permet de vaincre les Espagnols sous le commandement de Juan d'Autriche, frère du roi. Tout au long de 1579, il a coopéré avec l'armée française sous les ordres de François de la Noue et a été chargé de diriger toutes les troupes anglaises. Il a participé à la bataille de Borgerhout, où l'armée espagnole dirigée par Alexandre Farnèse a été victorieuse. Plus tard, il a combattu les Espagnols dans les opérations autour de Meppel et, le 9 avril 1580, ses troupes ont conquis Malines qu'ils saccagent dans ce que l'on appelle la Furie anglaise.
En raison de ces succès, essentiellement en tant que mercenaire, il est devenu célèbre en Angleterre. Le moral de ses propres troupes dépendait d'un paiement rapide et régulier par les États généraux pour leur campagne, et Norreys acquiert une réputation d'un chef énergique. En février 1581, il a vaincu le comte de Rennenburg en soulageant Steenwijk et lui inflige en juillet une nouvelle défaite à Kollum près de Groningue. En septembre 1581, cependant, il est victime d'une défaite sérieuse des troupes espagnoles dirigées par le colonel Francisco Verdugo à la bataille de Noordhorn, près de Groningue. Le mois suivant, Norris rencontre à nouveau Verdugo en le repoussant à Niezijl. Plus tard dans l'année, le comte de Hohenlohe a aidé à soulager la ville de Lochem qui avait été assiégée par Verdugo. 
Après plus de campagnes en Flandre à l'appui de François, duc d'Anjou, Norreys a été renvoyé aux Pays-Bas en tant qu'ambassadeur officieux d'Élisabeth Ire d'Angleterre. En 1584, il est retourné en Angleterre pour encourager une déclaration anglaise de guerre sur l'Espagne afin de libérer les États Généraux de la domination des Habsbourg.

### Retour en Irlande (1584-1585)
En mars 1584, Norreys quitte les Pays-Bas et est envoyé en Irlande au mois de juillet suivant, lorsqu'il a été nommé président de la province de Munster (à cette époque, son frère Edward était stationné là-bas). Norris encourage l'implantation de la province aux colons anglais (un objectif atteint dans les années suivantes), mais la situation se révèle si misérable que beaucoup de ses soldats l'ont déserté pour les Pays-Bas.
En septembre 1584, Norreys accompagne le Lord Deputy d'Irlande, sir John Perrot (en), et le comte d'Ormonde dans l'Ulster. Le but était de déloger les Écossais dans la Route et les Glynns, et Norreys fait saisir cinquante mille bovins des bois de Glenconkyne afin de priver l'ennemi de ses moyens de subsistance. La campagne n'est pas assez couronnée de succès, et les Écossais se sont regroupés à Kintyre avant de retourner en Irlande une fois que le Lord Deputy d'Irlande se soit retiré vers le sud. Norreys est retourné à Munster, mais est convoqué à Dublin en 1585 pour l'ouverture du parlement. Il siège en tant que membre du comté de Cork et applique des mesures pour confirmer l'autorité de la reine sur le pays. Il s'est également plaint qu'il a été empêché de lancer une nouvelle campagne à Ulster.

### La guerre anglo-espagnole aux Pays-Bas et sur les mers (1585-1589)
Sur les nouvelles du siège d'Anvers, Norreys appelle au soutien aux insurgés néerlandais. Il laisse la présidence de Munster à son frère Thomas, et se précipite à Londres en mai 1585 pour préparer à une campagne aux Pays-Bas. 
En août, il est mis à la tête d'une armée de 4 400 hommes qu'Élisabeth envoie pour soutenir les États généraux des Provinces-Unies contre les Espagnols, conformément au traité de Sans-Pareil (10 août 1585). 
En décembre 1585, Robert Dudley, comte de Leicester, arrive aux Pays-Bas avec une nouvelle armée et le titre de gouverneur général au nom des États généraux.
En septembre 1586, il participe à la bataille de Zutphen, qui est un échec pour les Anglo-néerlandais.
Au début de 1588, Norreys rentre en Angleterre, où il reçoit le diplôme de Master of Arts de l'Université d'Oxford. Plus tard dans l'année, alors qu'on attend l'arrivée de l'Armada espagnole, il est, sous  le commandement du comte de Leicester, maréchal du camp à Tilbury, notamment lors du discours de la reine à ses troupes. Il inspecte les fortifications de Douvres. L'Armada vient jusqu'à Dunkerque, mais subit là un revers qui l'oblige à rentrer en Espagne sans avoir attaqué l'Angleterre.
En octobre, il repart aux Pays-Bas en tant qu'ambassadeur auprès des États généraux. 
Le 17 avril 1589, commence une expédition maritime contre l'Espagne, commandée par Francis Drake, Norreys commandant le corps expéditionnaire (23 000 personnes dont 19 000 soldats), d'où son nom d'expédition Drake-Norreys). Mais c'est un échec complet.

### La huitième guerre de Religion en France (1591-1594)
En 1591, le roi Henri IV, qui est alors encore protestant, et les États de Bretagne[réf. nécessaire] demandent simultanément des secours à Élisabeth Ire d'Angleterre contre les partisans de la Ligue. Norreys est choisi comme capitaine général des troupes envoyées par la reine d'Angleterre.
Fin avril 1591, 2 400 soldats anglais débarquent à Paimpol, place forte qui lui a été assignée. À peine à terre, les Anglais sont attaqués par les troupes du gouverneur La Tremblaye et du chef ligueur Kergourmarc'h. Ils rembarquent immédiatement pour l'île de Bréhat, défendue par une garnison du duc de Mercoeur. Les Anglais se rendent maîtres de l'île.
John Norreys revient ensuite vers Paimpol et installe quelques cantonnements autour de la ville. Il se replie ensuite sur Saint-Brieuc, où ses troupes se reposent. Lavardin[Qui ?] proposant d'attaquer Rennes, Norreys souhaite rester peu loin de la mer. Il décide alors d'emmener ses troupes dans le Maine.[pas clair] Elles subissent de lourdes pertes à Vitré et à la Craon (1592).
Laval ayant été prise par le ligueur Urbain de Laval Boisdauphin, celui-ci envoie un détachement vers le corps de Norreys et le surprend à Ambrières. Il capture un capitaine et sept drapeaux, puis revient à Laval dont il prend le commandement. Les Anglais rescapés de ce désastre rejoignent une unité qui vient de débarquer à Granville (2 500 soldats). Cantonnés à Beuvron et Sainte-Suzanne, ils pillent toute la région. 
En 1593, il[Qui ?] participe à la bataille du Port-Ringeard.
En février 1594, les États de Bretagne envoient de concert avec Henri IV des députés à Élisabeth Ire d'Angleterre afin d'obtenir de nouveaux secours. La reine demande que Brest soit jointe comme place de retraite pour ses troupes à celle de Paimpol. Jean du Mats de Montmartin déjoue ce projet et obtient une promesse de 5 000 hommes dont 1 800 arrivent sous la conduite de Norreys.
Le maréchal d'Aumont conduisant alors le siège de Morlaix, l'armée de Norreys rejoint Morlaix à marche forcée : la position est abandonnée par les Espagnols et les troupes du duc de Mercoeur. Norreys demande au nom de la reine le commandement de Morlaix. 
Au mois de novembre 1594, Norreys accompagne avec 2 000 soldats anglais Jean d'Aumont au siège du fort Crozon. Une fois celui-ci pris, les soldats anglais se retirent à Paimpol dont ils pillent et dévastent les campagnes. Norreys est ensuite rappelé par la reine en Irlande.